# Henryk Hadasik
Henryk Hadasik (ur. 9 marca 1929 w Chorzowie, zm. 1 maja 2002) – polski kolarz szosowy, mistrz Polski w przełajach (1950 i 1953) i szosowym wyścigu górskim (1954).
Był zawodnikiem Ruchu Chorzów. Jego największe sukcesy to mistrzostwo Polski w przełajach (1950 i 1953) i zwycięstwo w górskich mistrzostwach Polski (1954), a także wicemistrzostwo Polski w szosowym wyścigu ze startu wspólnego (1955). Czterokrotnie startował w Wyścigu Pokoju (1951 – 11 m., 1952 – 23 m., 1953 – nie ukończył, 1954 – 36 m.). W 1953 wygrał cztery etapy Tour de Pologne, ale w klasyfikacji końcowej zajął tylko 8. miejsce. W 1955 startował w wyścigu ze startu wspólnego na mistrzostwach świata, zajmując w nim 48 m.